# Dentalium decemcostatum
Dentalium decemcostatum is een Scaphopodasoort uit de familie van de Dentaliidae. De wetenschappelijke naam van de soort is voor het eerst geldig gepubliceerd in 1877 door Brazier.